# Pep Munné
Josep Munné Suriñà, detto Pep (Barcellona, 3 luglio 1953), è un attore spagnolo di teatro, cinema e televisione.

## Biografia
Ha recitato tanto in catalano come in castigliano, ed ha raggiunto la maggiore popolarità specialmente in Catalogna, grazie all'interpretazione di ruoli da protagonista in serie televisive catalane come El cor de la ciutat, o in serie di portata nazionale come El súper: Historias de todos los días. Da giovane militò nelle giovanili del Barcellona, e nel Rayo Vallecano. Il suo ultimo lavoro per la televisione è stato Genesis, una serie inizialmente prodotta ed emessa dal canale televisivo spagnolo Cuatro, interpretando il ruolo di Mateo Rocha.

## Filmografia

### Cinema
- Mamma qui comando io, regia di Federico Moccia (2023)
- Perdona si te llamo amor, regia di Joaquín Llamas (2014)
- El niño pez - Il bambino pesce, regia di Lucía Puenzo (2009)
- Trastorno, regia di Fernando Cámara (2006)
- Lifting de corazón, regia di Eliseo Subiela (2005)
- Sin ti, di Raimon Masllorens (2005)
- La puta y la ballena, regia di Luis Puenzo (2004)
- El inspector Rupérez y el caso del cadáver sin cabeza, di Álvaro Sáenz de Heredia (2004)
- Pas si grave, di Bernard Rapp (2003)
- Dripping, di Vicente Monsonís (2003)
- Gli amanti del circolo polare (Los amantes del Círculo Polar), di Julio Medem (1998)
- La señora Rettich, Czerni y yo, di Markus Imboden, Prod. Bavaria (Germania) (1997)
- Sombras paralelas, di Gerardo Gormezano (1994)
- Barcelona, di Whit Stillman (1993)
- El cazador furtivo, di Carles Benpar (1992)
- Visiones de un extraño, di Enrique Alberich (1991)
- ¿Qué te juegas, Mari Pili?, di Ventura Pons (1990)
- La bañera, di Jesús Garay (1989)
- El amor es extraño, di Carles Balagué (1988)
- La guerra de los locos, di Manuel Matji (1986)
- Radio Speed, di Francesc Bellmunt (1985)
- El rollo de septiembre, di Mariano Ozores (1985)
- La noche más hermosa, di Manuel Gutiérrez Aragón (1984)
- El Cid Cabreador, di Angelino Fons (1983)
- Crónica de un instante, di José Antonio Pangua (1980)
- Los embarazados, di Joaquín Coll-Espona (1980)
- La quinta del porro, di Francesc Bellmunt (1980)
- Jet Lag - Vértigo en Manhattan, di Gonzalo Herralde (1980)
- Sus años dorados, di Emilio Martínez Lázaro (1979)
- El hombre de moda, di Fernando Méndez-Leite (1979)
- La muchacha de las bragas de oro, di Vicente Aranda (1979)
- Tres en raya, di Francisco Romá (1979)
- El mirón, di José Ramón Larraz (1977)
- Susana quiere perder… eso!, di Carlos Aured (1977)
- La trastienda, regia di Jorge Grau (1975)
- Call-girl, regia di Eugenio Martín (1976)
- La menor, regia di Pedro Masó (1976)
- Las delicias de los verdes años, regia di Antonio Mercero (1976)
- Viaje al centro de la Tierra, regia di Juan Piquer (1976)

### Televisione
- 2019 – La casa di carta (La casa de papel) , nel ruolo del Governatore del Banco de España
- 2018 – Cuerpo de élite, nel ruolo di Joan Capdevila
- 2017 – Traición, nel ruolo di Pedro (La 1)
- 2016 – La Riera, nel ruolo di Robert Font (TV3)
- 2016 – Cites, nel ruolo di Francesc (TV3)
- 2014/2015 – Velvet
- 2009 – Amar en tiempos revueltos
- 2009 – Acusados (serie a episodi)
- 2007 – El internado
- 2006 – Génesis: en la mente del asesino
- 2004 – Mintiendo a la vida, di Jorge Algora (telefilm)
- 2004 – De moda, di Jordi Frades (serie di Diagonal TV per la FORTA)
- 2000/2003 – El cor de la ciutat (serie di TV3)
- 2002 – Sincopado, di Miguel Milena (film per la televisione)
- 2000 – Periodistas (serie di Telecinco)
- 1999 – La familia, 30 años después, di Pedro Masó (film per la TV di Antena 3)
- 1998/1999 – El Súper, di Orestes Lara (serie di Telecinco)
- 1997 – Dones d'aigua (Mujeres de agua), di Antoni Verdaguer (serie di TV3)
- 1996/97 – Loco de atar, di Lluis Maria Güell (serie di TVE)
- 1996 – ¿Para qué sirve un marido?, di Rosa Vergés (serie di TVE)
- 1995/1996 – Rosa, di Enric Banqué (serie di TV3)
- 1995 – Pedralbes Centre, di Jordi Frades (serie di TV3)
- 1994 – Estació d'enllaç (serie di TV3)
- 1993 – Xènia, di Ricard Reguant (serie di TV3)
- 1992 – Menos lobos, di José Pavón (TVE)
- 1984 – Anillos de oro, di Pedro Masó (serie di TVE)
- 1984 – Una parella al vostre gust (serie di TVE)
- 1975 – Este señor de negro, di Antonio Mercero (TVE)
- 1975 – El retrato de Dorian Gray, di Jaime Chávarri (TVE)

## Teatro
- 2014 – Lo que vio el mayordomo (What the Butler Saw), di Joe Orton, regia di Joe O'Curran
- 2013 – Subprime, di Fernando Ramírez Baeza, regia di Ricardo Campelo
- 2011/2012 – Las cinco advertencias de Satanás, di Enrique Jardiel Poncela, regia di Mara Recatero
- 2011 – Casa de muñecas, di Henrik Ibsen, regia di Amelia Ochandiano
- 2010 – Angelus Novus, di Juan Mayorga, regia di Miguel Ángel Fernández
- 2009 – Boeing-Boeing, di Marc Camoletti, regia di Alexander Harold
- 2009 – Trueta, scritto e diretto da Àngels Aymar
- 2007/2008 – El Principito, di Antoine de Saint-Exupéry, regia di Pablo Ramos
- 2005 – Camille Claudel, scritto e diretto da Pep Munné
- 2003/2004 – Las rosas de papel, di Jaime Gil de Biedma, regia di Pep Munné
- 2003 – Don Juan Tenorio, regia di Ángel Fernández Montesinos
- 2001/2002 – Dulce pájaro de juventud de Tennessee Williams, regia di Alfonso Zurro
- 1999/2000 – ¿Quién teme a Virginia Woolf?, di Edward Albee, regia di Adolfo Marsillach
- 1998 – Los enamorados, di Carlo Goldoni, regia di Miguel Narros
- 1997 – Ivanov, di Anton Čechov, regia di Gennadi Korotkov
- 1995 – Cristales Rotos, di Arthur Miller, regia di Pilar Miró
- 1994 – La confessió de Stavroguin, di Fëdor Dostoevskij, regia di Josep Costa (TUB)
- 1994 – Cuentos de los bosques de Viena (Geschichten aus dem Wiener Wald), di Ödön von Horváth, regia di Pep Munné
- 1993 – Cartas de amor, di A. R. Gurney, regia di Josep Costa (TUB)
- 1992 – Trío en Mi bemol (Il trio in Mi bemolle), di Éric Rohmer, regia di Fernando Trueba (Centro Dramático Nacional)
- 1992 – No val a badar (Speed-the-Plow) di David Mamet, regia di Ricard Reguant (TUB)
- 1990 – Las tres hermanas, di Anton Čechov, regia di Pierre Romans (Compagnia Josep Maria Flotats)
- 1990 – Maria Stuard, di Friedrich Schiller, regia di Josep Montanyès (Compagnia Teatre Lliure)
- 1989 – Johnny cogió su fusil, di Dalton Trumbo, regia di Josep Costa (TUB)
- 1988 – El manuscrit d'Ali-Bei, di Josep Maria Benet i Jornet, regia di Josep Montanyès (Teatre Lliure)
- 1988 – con il regista Josep Costa crea il TUB, Teatro Urbano de Barcelona.
- 1988 – Danny y Roberta (Danny and the Deep Blue Sea), di John Patrick Shanley, regia di Josep Costa (TUB)
- 1987 – El 30 d'abril, di Joan Oliver i Sallarès, regia di Pere Planella (Compagnia Teatre Lliure)
- 1986 – Mel salvatge, di Anton Čechov, regia di Pere Planella
- 1986 – Damunt l'herba, di Guillem-Jordi Graells, regia di Pere Planella
- 1983 – Cuentos de los bosques de Viena di Ödön von Horváth, regia di Antonio Larreta
- 1982 – La Tempestad, di William Shakespeare, regia di Jorge Lavelli (Compagnia Núria Espert)
- 1981 – El rey Lear, di William Shakespeare, regia di Miguel Narros
- 1980 – Hamlet, di William Shakespeare, regia di Pere Planella
- 1980 – Macbeth, di William Shakespeare, regia di Miguel Narros
- 1979 – La Gaviota, di Anton Čechov, regia di Hermann Bonnin
- 1978 – La Celestina, di Fernando de Rojas / Camilo José Cela, regia di José Tamayo
- 1978 – El zoo de cristal, di Tennessee Williams, regia di José Luis Alonso
- 1977 – Los Gigantes de la Montaña, di Luigi Pirandello, regia di M. Narros
- 1974 – Godspell, scritto e diretto da John Michael Tebelak

## Riconoscimenti
- Premio al Miglior attore teatrale per Danny y Roberta dalla Asociación de Espectadores de Teatro di Alicante
- Premio come Miglior attore cinematografico dell'anno dalla Asociación de Actores y Directores Profesionales de Cataluña per Visiones de un extraño